# Кордон, Аркадий Самойлович
Арка́дий Само́йлович Кордо́н (род. 25 июля 1945, Барнаул) — советский и российский кинорежиссёр и сценарист, заслуженный деятель искусств Российской Федерации (2006 год).

## Биография
В 1972 году окончил режиссёрский факультет ВГИКа (мастерская А. Столпера), Стипендия имени С. Эйзенштейна. Первая картина в кинопрокате — новелла «Татьяна-Борис-Табор» в киноальманахе «Друзья мои…» (1973 год). С 1973 года и поныне в штате киностудии, затем ФГУП Киноконцерн «Мосфильм».
С 2000 года живёт и работает в Нью-Йорке и в Москве.

## Фильмография
- 1970 — «Недреманное око» (по мотивам одноименной сказки М. Салтыкова-Щедрина), сценарист и режиссёр;
- 1973 — «Татьяна-Борис-Табор» (киноальманах «Друзья мои»), режиссёр[2]
- 1975 — «Маяковский смеется», режиссёр
- 1976 — «Приключения Травки», режиссёр;
- 1981 — «Великий самоед», сценарист и режиссёр;
- 1985 — «Набат на рассвете», сценарист и режиссёр;
- 1989 — «Приговорённый», режиссёр;
- 1992 — «Будь проклята ты, Колыма…», сценарист и режиссёр[4]  — Приз жюри кинокритиков кинофестиваля «Сталкер—95» (Москва)[5], лауреат Международного правозащитного кинофестиваля «Ступени» в номинации Лучшая режиссёрская работа документального кино[6].
- 1996 — «Сбить любой ценой», док. сериал «XX век: русские тайны», режиссёр;
- 1999 — «Послушай, не идёт ли дождь», сценарист и режиссёр.  «Ника», Приз за лучшую музыку Российской Киноакадемии, Москва, 2001; Приз «За лучшую мужскую роль» Национального кинофестиваля, Владикавказ, 2001; «Серебряный Пегас» — Ежегодный Приз кинокритики в доме Ханжонкова за лучший художественный фильм, Москва, 2000; Приз «За лучшую мужскую роль» кинофестиваля «Окно в Европу», Выборг, 2000
- 2004 — «Шахматист», сценарист и режиссёр;
- 2005 — «Гражданин начальник 2», сценарист и режиссёр;
- 2005 — «Победный ветер, ясный день», сценарист;
- 2006 — «Сыщики-5», сценарист;
- 2007 — «Дом на набережной», сценарист и режиссёр;
- 2007 — «Шут», сценарист[7]
- 2008 — «Хитровка», сценарист
- 2009 — «Жизнь и смерть генерала Орлова», сценарист